# Ledstiernan
Ledstiernan är ett riskkapitalbolag med historiskt investeringsfokus inom IT och kommunikationsteknologi som nu breddas till investeringar även inom tillväxtföretag utanför sektorn.Ledstiernan äger bland annat till stor del Katshing
Bolaget grundades 1994 av bland andra Dan Walker. Till bolaget har även Jan Carlzon, Olof Stenhammar och Johan Wachtmeister varit knutna.